# Automatyczna skrzynia biegów

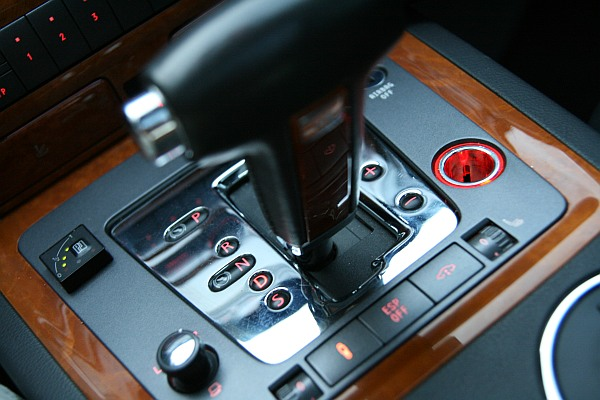
Dźwignia skrzyni biegów w VW Phaeton

Automatyczna skrzynia biegów – skrzynia biegów samoczynnie zmieniająca biegi w zależności od obciążenia silnika pojazdu, zwalniając użytkownika z konieczności ręcznej zmiany biegów.
Skrzynia automatyczna pozwala na bardzo płynną jazdę, optymalizując przełożenie w stosunku do obrotów silnika. Dzięki temu pojazdy z taką skrzynią mają osiągać większe przebiegi – silnik jest mniej przeciążony.
Najpopularniejsza w Stanach Zjednoczonych, zyskuje popularność także w Europie.
Klasyczna automatyczna skrzynia biegów nie jest zwykłą skrzynią biegów z automatycznym sterowaniem. Różni się ona konstrukcją i sposobem przeniesienia napędu – skrzynia manualna wyposażona jest w klasyczne sprzęgło, podczas gdy w skrzyniach automatycznych stosowane jest np. sprzęgło hydrokinetyczne. Automatyczne skrzynie biegów oparte na zwykłych skrzyniach i sprzęgłach z dodanym sterowaniem stosowane są głównie w samochodach ciężarowych itp.
W 2015 roku udział aut ze skrzyniami automatycznymi w Unii Europejskiej (28 krajów) wzrósł do 25%, w porównaniu do 13% w 2001 roku. Jest to spowodowane rozpowszechnieniem technologii skrzyń dwusprzęgłowych, którą wykorzystuje w swojej ofercie coraz więcej producentów.

## Historia

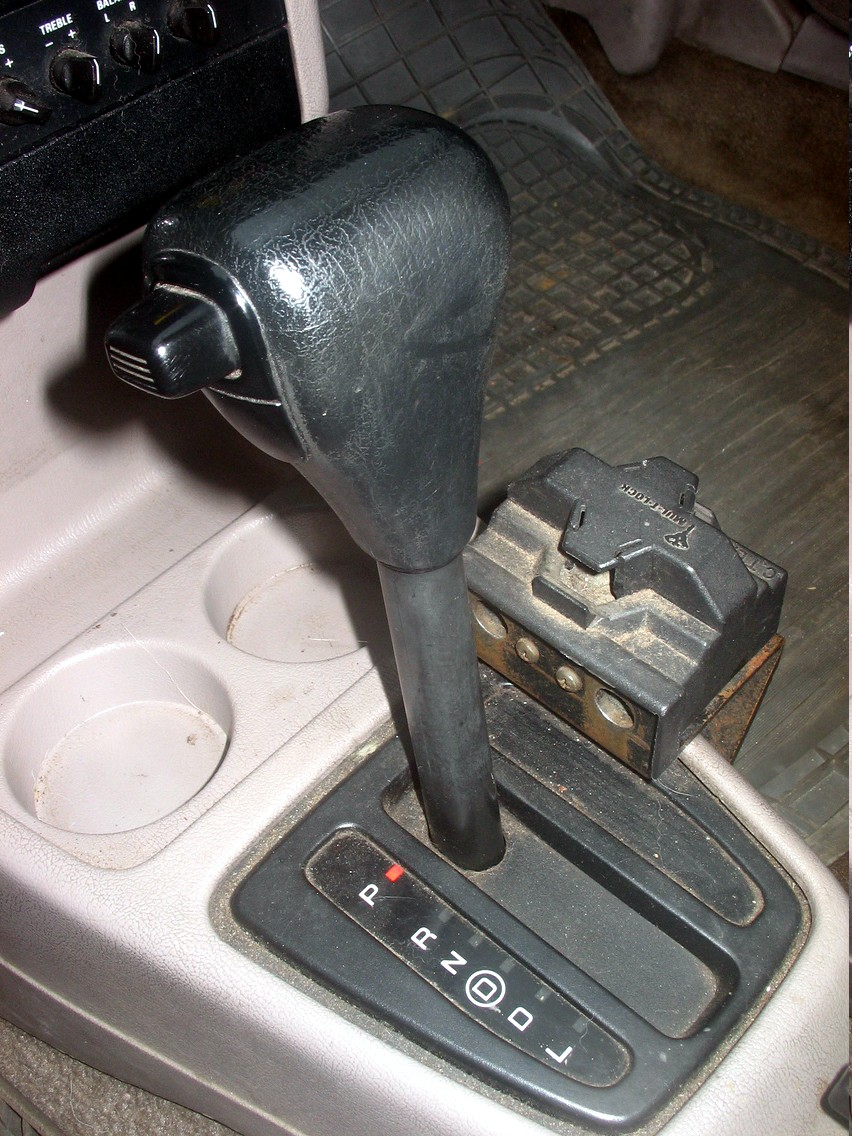
Dźwignia skrzyni biegów w Fordzie Escorcie 1.9

Pierwsze próby skonstruowania skrzyń automatycznie zmieniających biegi podejmowano już na początku XX w. W 1904 bracia Sturtevantovie z Bostonu skonstruowali przekładnię mechaniczną zdolną do zmiany biegów w zależności od momentu obrotowego silnika (biegi zmieniał mechanizm odśrodkowy). Rozwiązanie to okazało się zawodne, ponieważ falowanie momentu obrotowego wymuszało częstą zmianę przełożeń, co obciążało mechanizm, który z racji wykonania z materiałów niskiej jakości, łatwo ulegał uszkodzeniom.
Kolejne próby pochodzą z okresu międzywojennego, ponieważ wtedy upowszechniła się w USA przekładnia planetarna (zastosowana w Fordzie T) cechująca się znacznie większą trwałością.
W 1921 Alfred Horner Munro z Kanady skonstruował przekładnię stanowiącą pierwowzór współczesnych skrzyń automatycznych. Składała się ona z przekładni planetarnej sterowanej momentem obrotowym silnika oraz sprzęgła pneumatycznego (silnik sprężał powietrze i wymuszał jego przepływ, które z kolei napędzało turbinę przy mechanizmie skrzyni). Użycie sprężonego powietrza tłumiło falowanie momentu obrotowego, ale powodowało nadmierne straty mocy silnika. Dlatego też ten typ przekładni nie przyjął się.
Stosowane w późniejszych czasach rozwiązania były w praktyce skrzyniami półautomatycznymi. Przykładem była np. skrzynia Wilsona z preselekcją (kierowca najpierw wybierał pożądane przełożenie, a potem naciśnięciem pedału inicjował automatyczną zmianę na nie) czy udoskonalony model z automatycznym sprzęgłem (kierowca wybierał pożądane przełożenie, a sam proces zmiany biegu nie wymagał jego interwencji).
W 1938 r. Gaston Fleisch skonstruował skrzynię Hydramatic złożoną ze sprzęgła hydrokinetycznego i zespołu przekładni planetarnych (pozwalającego na wybór 4 przełożeń do przodu i 1 wstecz) sterowanego momentem obrotowym silnika oraz stopniem otwarcia przepustnicy. Wprowadzenie sprzęgła hydrokinetycznego i dodatkowego sterowania uniezależniło skrzynię od falowania momentu obrotowego. Skrzynia Hydramatic po raz pierwszy została użyta w samochodach marki Oldsmobile w 1940 r. (nabywca samochodu mógł ją otrzymać za dopłatą 57 dolarów). Inni producenci zaczęli rozwijać konkurencyjne skrzynie o konstrukcji zbliżonej do skrzyń Hydramatic.
W lutym 1942 r. (do 1945 r.) została wstrzymana produkcja skrzyń Hydramatic na rynek cywilny – cała produkcja została przeznaczona do zastosowania w czołgach.
W 1948 r. firma Buick wprowadziła skrzynię Dynaflow, w której zastosowano konwerter momentu obrotowego.
W latach 1948–1955 wszyscy producenci samochodów osobowych w USA wprowadzili skrzynie automatyczne, które szybko stały się dominujące (np. do samochodów marki Pontiac skrzynię Hydramatic wprowadzono w 1948 r. i od razu była ona montowana w 70% sprzedanych pojazdów). Jednakże były to przekładnie o uproszczonej konstrukcji (zwykle 2 lub 3 przełożenia do przodu).
Producenci europejscy skrzynie automatyczne zastosowali w latach 50. i 60. (Rolls-Royce w 1952 r., a Daimler-Benz w 1961 r.).
W latach 60. ostatecznie zostały ustalone skróty pozycji dźwigni i ich układ (P-R-N-D). W późniejszym okresie do skrzyń wprowadzono sterowanie elektryczne i elektroniczne, więcej przełożeń etc. Ostatnią nowinką są skrzynie autoadaptywne – dostosowujące charakterystykę pracy do stylu jazdy użytkownika (choć sam pomysł powstał już wcześniej.) Adaptatywne, sterowane elektronicznie skrzynie biegów nieprzerwanie od 1989 roku wykorzystywane są w samochodach marki Chrysler (patrz Ultradrive.)

## Podział
Skrzynie automatyczne pod względem sposobu sterowania można podzielić na główne grupy:
- skrzynie hydrauliczne – są to skrzynie, które na podstawie aktualnych parametrów jazdy i pracy silnika dobierają optymalne przełożenie całkowicie mechanicznie lub hydraulicznie. Także regulatory mechaniczno-hydrauliczne biorą pod uwagę szereg parametrów, jak np. prędkość kół (jazdy), prędkość obrotową silnika, moment rozwijany przez silnik, tryb pracy wybrany przez kierowcę i szereg dodatkowych blokad.
- skrzynie hydrauliczno-elektryczne – w praktyce są to skrzynie hydrauliczne, wzbogacone o elementy sterowania elektrycznego i elektronicznego. Pozwoliło to na zwiększenie ilości parametrów i blokad, np. do starszych skrzyń 3 biegowych dodawano w latach 80. czwarty bieg, sprzęgło konwertera (lock-up), układ redukcji biegów (kick-down) oraz inne funkcje sterowane elektrycznie i elektronicznie (zazwyczaj poprzez elektrozawory, włączone w układy hydrauliczne skrzyni.) Zwiększyło to znacznie ilość parametrów i blokad branych pod uwagę przy sterowaniu biegami.
- skrzynie hydrauliczne ze sterowaniem elektronicznym – obecnie powszechne w nowych samochodach. Są to skrzynie wyposażone w sterowanie elektroniczne, w których praktycznie tylko elementy wykonawcze i najważniejsze blokady pozostały mechaniczne i hydrauliczne. Wszystkie funkcje sterowania i kontroli sprawuje układ elektroniczny (typowo – komputer, wyspecjalizowany lub wbudowany w główny komputer silnika), sterując hydrauliką skrzyni za pomocą zespołu zaworów. Charakterystyczną różnicą względem drugiej grupy skrzyń jest to, że za utrzymywanie ważnych parametrów ciśnienia i pracy hydrauliki skrzyni nie odpowiadają już żadne regulatory mechaniczno-hydrauliczne, ale pętla, w skład której wchodzą: czujniki – komputer – zawory sterujące ciśnieniami np. metodą PWM.
- skrzynie bezstopniowe (Wariatory) – bazują one na różnych rozwiązaniach technicznych, ale główną różnicą w stosunku do poprzednich rodzajów skrzyń jest brak ustawialnych przełożeń (typowa skrzynia automatyczna dysponuje konkretną ilością przełożeń). W tym typie skrzyni zachodzi ciągła zmiana przełożenia metodami hydraulicznymi lub przekładniami o zmiennym przełożeniu (np. z pasem albo łańcuchem i kołami skośnymi CVT). Z powodu trudności z przenoszeniem dużych mocy i momentów skrzynie takie są dość rzadko spotykane w samochodach, za to są montowane w zdecydowanej większości skuterów.

## Budowa

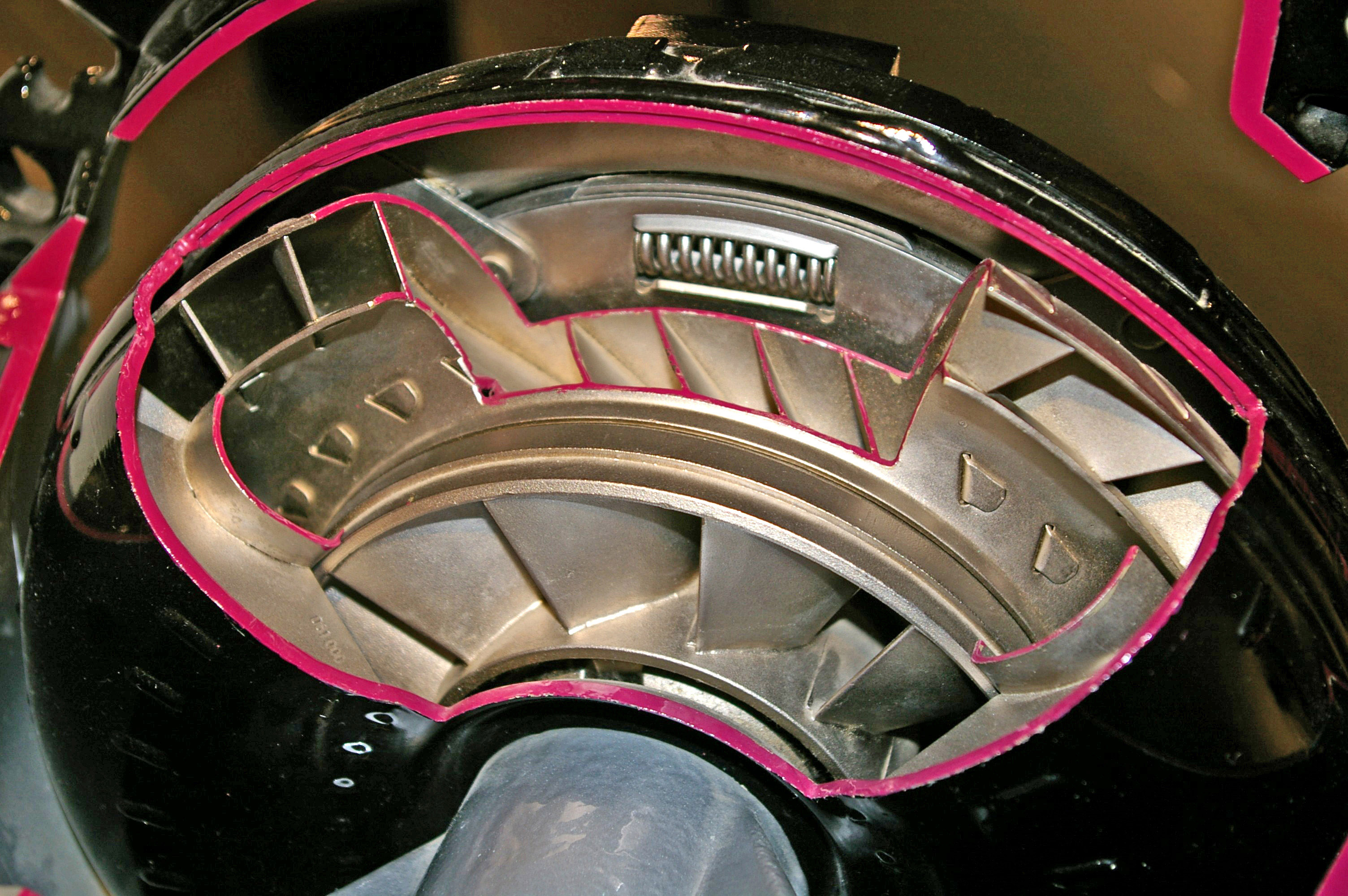
Przekrój konwertera momentu

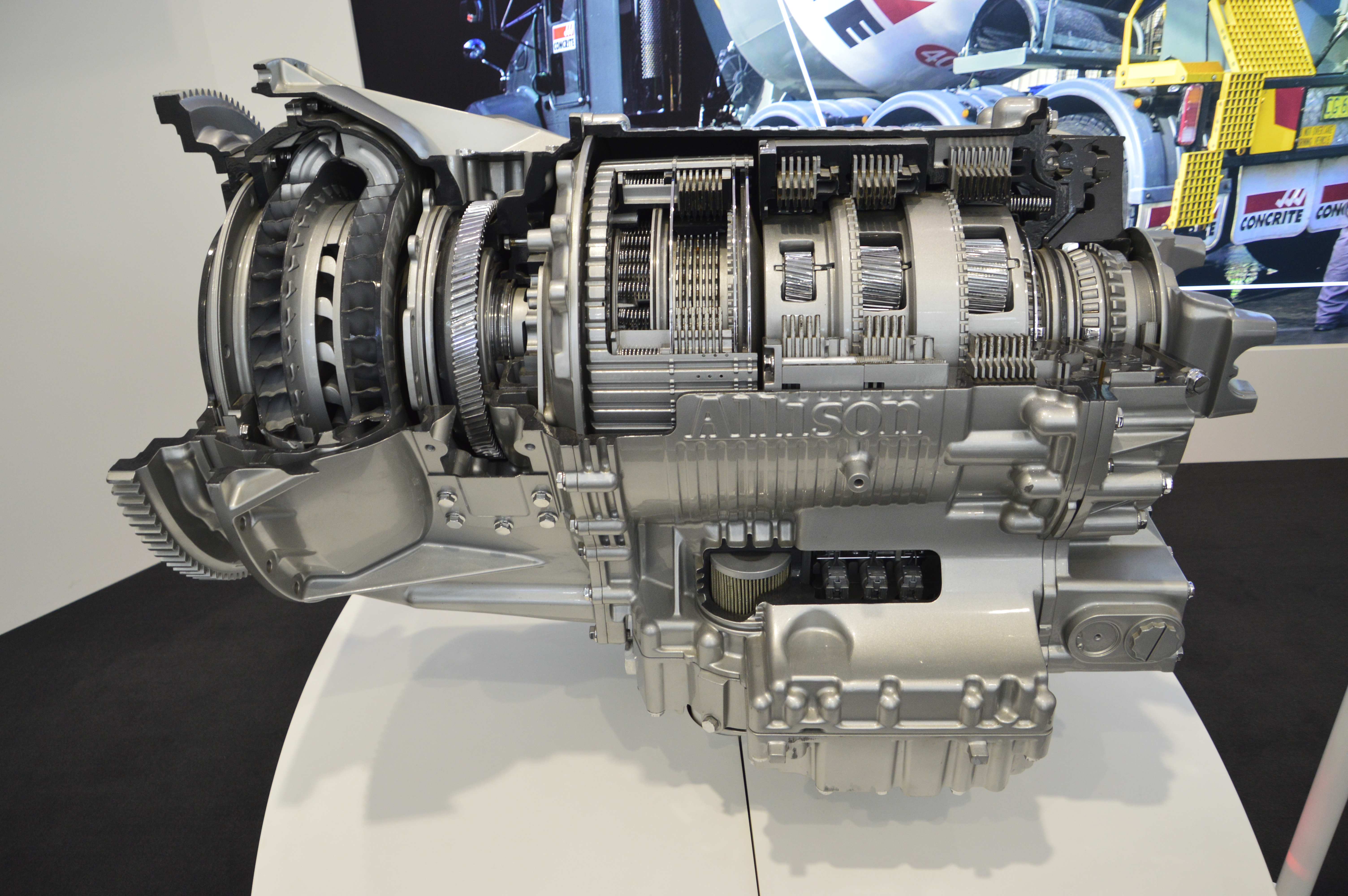
Allison 4000 6 biegowa skrzynia automatyczna

Typowa skrzynia automatyczna składa się z trzech głównych zespołów:
- sprzęgła do silnika
- zespołów przełożeń
- zespołu sterowania

### Sprzęgło do silnika
Powszechnie jako sprzęgło do silnika występuje pewien rodzaj przekładni hydrokinetycznej, ew. wzbogaconej o dodatkowe funkcje. Podstawowym rodzajem używanego sprzęgła jest trójelementowy konwerter momentu obrotowego lub prostsze sprzęgło hydrokinetyczne, ewentualnie rotacyjna pompa hydrauliczna. Zaletami sprzęgnięcia hydraulicznego jest zapewnienie płynności dostosowania obciążenia do mocy i momentu silnika i dodatkowa amortyzacja ew. skokowych „uderzeń” w układzie napędowym (w bazowej wersji i warunkach występuje brak bezpośredniego mechanicznego połączenia silnika i napędzanego układu). Ważna jest też względna łatwość sterowania sprzęgnięciem (za pomocą prostych operacji zaworami lub sterowania ciśnieniem specjalnych olejów przekładniowych). Wadą jest strata mocy w układzie hydraulicznym (mieszanie i sprężanie oleju) generująca znaczne ilości ciepła (potrzebne są dodatkowe chłodnice) kosztem pewnej utraty mocy silnika (zmniejsza to nieco ekonomię całego układu). W celu poprawienia powyższych wad, w pojazdach osobowych wprowadzono powszechnie w latach 80. układy dodatkowego sprzęgła mechanicznego (lock-up) w konwerterze itp., które przy stabilnej jeździe szosowej (mały moment przenoszony, brak zmian obrotów) i szeregu innych warunków, spinają pompę czy konwerter czysto mechanicznie, co znacznie poprawia ekonomię przy jeździe autostradowej.
Najczęściej występuje dodatkowo obrotowa pompa hydrauliczna, napędzana bezpośrednio od silnika z „ominięciem” głównego sprzęgła hydraulicznego, zapewniająca ciśnienie robocze hydrauliki, obieg chłodzenia oleju itp.

### Zespoły przełożeń
Elementami wykonawczymi typowej przekładni automatycznej stopniowej, realizującymi przełożenia, są zwarte układy planetarnych przekładni zębatych. Zmiana przełożeń następuje przez blokowanie różnych zestawów – obudów kół słonecznych lub koszy kół satelitarnych, współpracujących ze sprzęgłami jednokierunkowymi, przez mechanizmy takie jak sprzęgła tarczowe (przeważnie wielopłytkowe), hamulce taśmowe itp. elementy cierne, napędzane siłownikami hydraulicznymi. Na ogół całość elementów sprzęgłowych (ciernych) i układów zębatych pracuje „na mokro” w specjalnym oleju, który spełnia funkcję medium sprzęgła hydraulicznego, oleju hydraulicznego dla siłowników i zaworów, smarowania układów mechanicznych i chłodzenia całości. Z powodu tak wielu zadań poziom, jakość i rodzaj oleju są jednym z krytycznych parametrów pracy skrzyni, i podlegają kontroli i wymianie. Najpowszechniejszą przyczyną uszkodzeń automatycznych skrzyń biegów są przyczyny związane z olejem, np. za niski poziom, utrata własności (z powodu starzenia, przegrzania itp.) czy użycie niewłaściwego dla danej skrzyni oleju – wszystko to może owocować nieprawidłową pracą skrzyni, powodującą kaskadę usterek i szybkie jej zniszczenie (np. nieco przegrzany olej powoduje gorszą pracę sprzęgieł ciernych i układów planetarnych, co podgrzewa skrzynię, niszczy mechanikę i degraduje olej aż do całkowitego zniszczenia oleju i elementów skrzyni).
Dodatkowym elementem powszechnie spotykanym w części „siłowej” skrzyń jest mechaniczny układ blokady parkingowej, w pozycji P wybieraka (lewarka) biegów. Na ogół jest to układ mechaniczny typu zapadka na zębach promieniowych lub osiowych, który blokuje wylotowe elementy skrzyni (wałki lub kosze) i w konsekwencji powoduje że koła napędzane są zupełnie zablokowane. W niektórych typach skrzyń istnieje możliwość przełączenia wybieraka w pozycję P w czasie jazdy, co prawie zawsze niesie poważne uszkodzenie skrzyni (wyłamanie blokady, kół lub nawet obudowy).

### Zespół sterowania
Jest to część układu sterowania elementami „siłowymi” przełożeń, która nie przenosi właściwego momentu obrotowego silnika do kół. W skrzyniach sterowanych hydraulicznie i elektro-hydraulicznie przyjmuje na ogół formę skomplikowanej płyty rozdzielczej hydraulicznej, lub kilku płyt, połączonych przewodami, oraz elementów wbudowanych w obudowę skrzyni. Na tej strukturze hydraulicznej „osadzony” jest szereg zaworów i elektrozaworów (nawet do kilkudziesięciu), typu zamknij/otwórz i proporcjonalnych, sterujących pracą skrzyni. W starszej generacji płyty i zawory były sterowane czysto mechanicznie i hydraulicznie, stąd obecność elementów „wejściowych”, jak zawory sterowane podciśnieniem silnika czy zawory odśrodkowe na elementach wirujących skrzyni. W nowszych skrzyniach te funkcje są przejmowane przez układy elektroniczne zewnętrzne w stosunku do skrzyni, za to pojawia się w płycie sterującej coraz więcej elektrozaworów jako elementów wykonawczych komputerów sterujących pracą skrzyni oraz różne czujniki elektroniczne, np. prędkości obrotowej poszczególnych elementów wirujących, czy ciśnienia i temperatury oleju.

## Użytkowanie skrzyń automatycznych
Typowa skrzynia automatyczna posiada wybierak (dźwignię) dostępny kierowcy, który wprowadza skrzynię w żądany podstawowy tryb pracy. Z wybierakiem związany jest wskaźnik włączonego trybu (lub sama dźwignia i jego pozycja jest jednocześnie wskaźnikiem). Typowe skrzynie obecnie spotykane posiadają podstawową „ścieżkę” przełączania i pozycje o układzie P-R-N-D (wymaganą przez obecne przepisy USA), czasem spotyka się inne, starsze, układy. Często „ścieżce” dodatkowo towarzyszą specjalne tryby (czasem włączane dodatkowymi przyciskami na lub obok głównego wybieraka). Wszelkie operacje wybierakiem zaleca się wykonywać na zatrzymanym samochodzie i z wciśniętym hamulcem głównym, chyba że instrukcja producenta dopuszcza inaczej. Uruchamianie silnika jest z reguły możliwe wyłącznie na P i N. Gaszenie silnika jest zalecane również na P i N i zatrzymanym pojeździe choć możliwe jest przy dowolnym położeniu wybieraka, a nawet „w biegu” (właściwe wyłączanie napędu odciąża znacznie hydraulikę, szczególnie starszych automatów – w pozycji P/N zostają „rozładowane” ciśnienia, siłowniki i różne elementy sprzęgające; przy zgaszeniu w pozycji D czy R układy skrzyni pozostają na postoju pod niekorzystnymi ciśnieniami i naprężeniami). Znaczenie poszczególnych pozycji to:
P (Park) – pozycja w której skrzynia jest w trybie neutralnym („luz”), czyli nie przenosi obrotu i momentu na koła pojazdu, identycznie jak w pozycji N, a dodatkowo jest blokowana mechanicznie od strony kół, co blokuje też oś (osie) napędzane. Należy pamiętać, że koła nienapędzane mogą się nadal obracać. W pozycji tej jest możliwe uruchomienie rozrusznika, podobnie jak w N. Blokada jest czysto mechaniczna i nigdy nie wolno jej próbować włączyć w czasie, nawet bardzo wolnego, toczenia się pojazdu, gdyż grozi to jej zniszczeniem (np. koło zębate z 1-centymetrowym zębem i zapadką będzie usiłowało natychmiast zatrzymać wielotonowy pojazd, co może zniszczyć zapadkę i jej obudowę). Z powyższego powodu zaleca się przed użyciem P wcisnąć hamulec główny, i zaciągnąć pomocniczy, aby odciążyć mechanikę zapadki (na przykład na stoku może być łatwo zablokować P, ale pod obciążeniem zapadki masą samochodu może być bardzo trudne lub niemożliwe jej proste odblokowanie).
R (Reverse) – bieg wsteczny. Skrzynia przestawia się w tryb pracy rewersyjny, spinając odpowiednie sprzęgła i układy planetarne. Na ogół następuje to z pewnym zauważalnym opóźnieniem, jest to efekt działania blokad elektronicznych i/lub hydraulicznych przeciwdziałających próbom szybkiego przestawienia na R w czasie jazdy w przód itp. sytuacjom.
N (Neutral) – pozycja neutralna, „luz”, skrzynia nie przenosi momentu (lub przenosi znikomy moment) od silnika na koła napędzane. Pozycja identyczna z P, tylko bez wprowadzenia blokady. W tej pozycji (i podobnie w P) układ skrzyni odblokowuje układ rozrusznika, typowo w innych pozycjach niż P i N niemożliwe jest uruchomienie silnika (jest to blokada przeciwko wypadkom, ponieważ, z braku sprzęgła mechanicznego, w stanie spoczynkowym skrzyni silnik obraca się swobodnie i można byłoby uruchomić go w zasadzie w dowolnej pozycji wybieraka, ale po chwili, koniecznej na zbudowanie ciśnień roboczych itd. skrzynia ustawiłaby bieg i pojazd ruszyłby, często w przypadkowym bądź niepożądanym kierunku).
Jest to jedyna pozycja zalecana do ew. holowania pojazdu ze skrzynią automatyczną z wyłączonym silnikiem i napędzanymi kołami obracanymi przez ruch pojazdu – choć holowanie takiego pojazdu powinno raczej odbywać się z kołami napędzanymi podniesionymi itp. rozwiązaniami. W przypadku holowania z napędem skrzyni od kół, bezwzględnie należy używać N i przestrzegać zaleceń instrukcji obsługi pojazdu – typowo wolno holować pojazd na odległości kilku-kilkudziesięciu kilometrów, z niewielką prędkością, z przerwami na ostygnięcie skrzyni (jeśli możliwe jest uruchomienie silnika i praca skrzyni, należy co kilka-kilkadziesiąt kilometrów włączyć silnik, i pozwolić skrzyni na pracę jałową, dla smarowania i schłodzenia mechanizmów). Zbyt szybkie i długie holowanie (czy ogólniej próby długiej i/lub szybkiej jazdy z napędem odłączonym od kół, np. kilkudziesięciokilometrowe zjazdy z gór na N) z reguły powodują uszkodzenia mechanizmów skrzyni wskutek przegrzania i braku smarowania (główna pompa robocza skrzyni jest z reguły napędzana wyłącznie od silnika, skrzynia napędzana od kół nie ma żadnej możliwości właściwego chłodzenia i smarowania).
D (Drive) (czasem oznaczone OD, D wewnątrz O itp.) podstawowa pozycja do jazdy w przód (dyskusje o opisach i różnicach pomiędzy drive, overdrive itp. są tu nieistotne – pozycja następna za pozycją N to podstawowa pozycja jazdy w przód, niezależnie od tego jak nazywa ją producent pojazdu). Skrzynia zestawia biegi w pełnym zakresie prędkości i przełożeń (3 dla starszych skrzyń, 4 lub 5 dla typowych, po 6 do 8 dla najnowszych generacji), w zależności od położenia pedału gazu, hamulca, prędkości pojazdu, i kilku do kilkudziesięciu innych parametrów branych pod uwagę przez układ sterowania. Typowo punkty zmiany biegów zależą od agresywności operowania pedałem gazu, także redukcje odbywają się głównie w zależności od pozycji tego pedału. Przy krótkich zatrzymaniach (światła, skrzyżowania itp.) należy używać do zatrzymania wyłącznie pedału hamulca głównego, nie należy przestawiać wybieraka z pozycji D na N czy podobne – nie daje to żadnych oszczędności ani nie odciąża skrzyni czy silnika, zwiększa tylko zużycie sprzęgieł skrzyni, które spinają i rozpinają pierwszy bieg; w pozycji D układ sterowania „rozumie” sytuację kiedy pojazd stoi i należy odciążyć silnik i skrzynię, pozostając w gotowości do jazdy w przód, a przy tym w pozycji D (w przeciwieństwie do N i P) zapewnione jest znacznie lepsze chłodzenie i smarowanie. Typowa skrzynia automatyczna w trybie podstawowym D nie ma żadnych możliwości hamowania momentem („hamowania silnikiem” czy podobnie, ale samą skrzynią), gdyż w układzie kinetycznym występują sprzęgła jednokierunkowe i hydrokinetyczne, chyba że skrzynia automatyczna posiada zewnętrzny retarder.
Tryby dodatkowe popularne w obecnych skrzyniach to:
3 lub D jeśli podstawowa to OD – pozycja, która „skraca” skrzynię o górny bieg (biegi) overdrive. Skrzynia działa nadal w trybie automatycznym od pierwszego biegu do któregoś pośredniego, np. 3. Należy zapoznać się z instrukcją by poznać cechy i zalecenia co do użycia trybów skróconych – typowo zaleca się je dla oszczędzania biegów wysokich (overdrive) pod zwiększonymi obciążeniami (biegi wysokie mają z reguły względnie delikatną konstrukcję, gdyż z założenia nie przenoszą znacznych momentów), czasem tryby skrócone polecane są do jazdy miejskiej i ogólniej z prędkościami, gdy punkt zmiany biegu wysokiego wypada tak, że skrzynia ciągle przełącza biegi wysokie (np. punkt zmiany biegu 3-4 to 70 km/h, przy jeździe w dużym ruchu i średniej około tej wartości, lepiej jest włączyć tryb 3 by skrzynia pozostawała na 3 biegu, zamiast co chwila przełączała 3-4-3-4). W niektórych skrzyniach występuje w trybach skróconych mniej lub bardziej efektywne hamowanie momentem (silnika lub układów hydraulicznych skrzyni) zbliżone do „hamowania silnikiem” w ręcznej skrzyni.
2 lub S zblokowany 2 bieg (second, snow). W zależności od producenta, skrzynia blokuje bezwzględnie 2 bieg lub używa automatycznie 1 i 2 biegu w przód. Tryb ten bywa oznaczony gwiazdką, śnieżynką, „snow” itp. Tryb służy do ruszania na śliskich nawierzchniach jak śnieg, lód, piasek (jeśli nawierzchnia nie stawia oporu kołom napędzanym i kręcą się one coraz szybciej w miejscu, to układy skrzyni interpretują to po prostu jako jazdę w przód, i skrzynia włącza coraz wyższe biegi, co w starszych rozwiązaniach uniemożliwiało sprawne ruszanie na śliskich nawierzchniach). W wielu skrzyniach jest to też tryb zalecany do najcięższych zadań, typu holowanie ciężkich przyczep, strome zjazdy i podjazdy itp. Wynika to z konstrukcji skrzyń, gdzie drugi bieg jest z reguły najsilniejszym biegiem pod względem możliwości przenoszenia momentu obrotowego, a zapewnia już prędkość maksymalną rzędu 80 km/h. Należy zawsze sprawdzić jakie są zalecenia producenta pojazdu i jak prawidłowo należy używać zblokowanych biegów (możliwości przełączania wybieraka „w biegu”, zalecane obciążenia, prędkości maksymalne itp.).
1 lub L zblokowany 1 bieg (low). Skrzynia blokuje bezwzględnie 1 bieg, użycie podobnie jak tryby 2/S, szczególnie do ruszania pod znacznymi obciążeniami (przyczepy, stoki itp.).
W wielu skrzyniach, szczególnie ze sterowaniem elektronicznym, występują dodatkowe tryby i przełączniki modyfikujące pracę skrzyni, np. tryby sportowe (agresywna, późna zmiana biegów), ekonomiczne (wczesna zmiana biegów, mała dynamika), zimowe (zmniejszanie poślizgów) i inne, w zależności od inwencji producenta. Czasami wprowadza się tryby półautomatyczne (skrzynia zmienia biegi w górę i w dół na komendę kierowcy, wydawaną np. przyciskami na kierownicy albo krótkim skokiem lewarka przód-tył, symulując pracę sekwencyjnych skrzyń wyczynowych).

## Eksploatacja
W przypadku sytuacji zapewniającej optymalną obsługę skrzyni biegów (samochód prowadzony przez kierowcę fabrycznego doskonale znającego cechy pojazdu, jazda odbywająca się na torze testowym świetnie znanym kierowcy, jak również samochód jeździ sam na torze) zużycie paliwa przez samochód ze skrzynią manualną jest zwykle niższe o 0,9–1,2 l/100 km w porównaniu z analogicznym pojazdem ze skrzynią automatyczną. Natomiast w sytuacji, kiedy nie można zapewnić optymalnej obsługi skrzyni manualnej (czyli w typowym ruchu po drodze) różnica ta maleje, a nawet zużycie paliwa w pojeździe ze skrzynią manualną staje się wyższe.
Zmiana biegu przez sprawną skrzynię automatyczną jest płynna, nieodczuwalna. Wszelkie szarpnięcia wskazują na uszkodzenia skrzyni.
Osoby przyzwyczajone do jazdy samochodami z automatyczną skrzynią mogą popełniać więcej poważniejszych błędów po przesiadce na samochód ze skrzynią manualną niż w sytuacji odwrotnej. Jeśli za kryteria uznania umiejętności kierowcy za „wysokie” zostanie przyjęta zdolność do szybkiego wykonywania jak najliczniejszych dodatkowych czynności manualnych podczas jazdy, to oczywiste jest, że automatyczna skrzynia biegów wymaga „niższych” umiejętności. Jednakże nie udowodniono, że akurat to kryterium odpowiada rzeczywistym warunkom jazdy. Kierowca, który uzyskał prawo jazdy danej kategorii na pojeździe z automatyczną skrzynią biegów (kod 78 w dokumencie prawa jazdy) nie może prowadzić pojazdów ze skrzynią manualną, natomiast prawo jazdy uzyskane po odbyciu kursu nauki jazdy i zdaniu egzaminu państwowego na pojeździe ze skrzynią manualną uprawnia do poruszania się także pojazdami z automatyczną skrzynią biegów.
Prawidłowo eksploatowana automatyczna skrzynia biegów jest bardzo trwała, ale z racji budowy bardziej złożonej od skrzyni manualnej jest podatniejsza na błędy w serwisowaniu. Dlatego też prawdziwy jest argument o wyższych kosztach serwisu (a pośrednio eksploatacji), ponieważ pracownicy serwisu muszą dysponować większymi umiejętnościami, a po drugie większe znaczenie mają przeglądy czy inne czynności obsługowe, stosowanie właściwych materiałów (np. płynu do skrzyni automatycznej nie można zastępować innym płynem, który nie ma specyfikacji określonej przez producenta) i części o odpowiedniej jakości.